# Trichopsetta ventralis
Trichopsetta ventralis är en fiskart som först beskrevs av George Brown Goode och Tarleton Hoffman Bean, 1885.  Trichopsetta ventralis ingår i släktet Trichopsetta och familjen tungevarsfiskar. Inga underarter finns listade i Catalogue of Life.